# Sciara promiscua
Sciara promiscua är en tvåvingeart som beskrevs av Frederick Askew Skuse 1890. Sciara promiscua ingår i släktet Sciara och familjen sorgmyggor. Inga underarter finns listade i Catalogue of Life.